# Зренцин
Зренцин (пол. Zręcin) — село в Польщі, у гміні Хоркувка Кросненського повіту Підкарпатського воєводства.
Населення — 2111 осіб (2011).
У 1975-1998 роках село належало до Кросненського воєводства.

## Демографія
Демографічна структура станом на 31 березня 2011 року:
|          | Загалом | Допрацездатний вік | Працездатний вік | Постпрацездатний вік |
| -------- | ------- | ------------------ | ---------------- | -------------------- |
| Чоловіки | 1023    | 229                | 700              | 94                   |
| Жінки    | 1088    | 208                | 654              | 226                  |
| Разом    | 2111    | 437                | 1354             | 320                  |